# Це розваги
«Це розваги» (англ. That's Entertainment) — пілотний епізод анімаційного серіалу для дорослих Готель Хазбін, написаний у співавторстві з Дейвом Капдевіеллем, Реймондом Ернандесом і творцем серіалу Вів'єн "VivziePop" Медрано, а також режисер Медрано. Його прем’єра відбулася на YouTube 28 жовтня 2019 року після тизера у вигляді музичного відео, випущеного роком раніше. Пілотний епізод був дуже успішним, отримавши переважно позитивний відгук. Його анімував SpindleHorse і його успіх дозволив «Готель Хазбін» перетворитися на повноцінне шоу, створене A24, Bento Box і випущений на Amazon Prime Video. Готель Хазбін поділяє той самий наративний всесвіт із Збіса бос, спін-оффом, який повністю доступний на YouTube.

## Сюжет
Щороку в Пекло Небеса посилають армію ангелів-екзорцистів, щоб винищити грішників, щоб уникнути перенаселення і, як наслідок, можливого повстання. Чарлі Стелла дель Маттіно (Чарлі Магне в пілоті епізод) принцеса пекла, як дочка правителів Люцифера і Ліліт, хоче альтернативного рішення і тому відкриває готель під назвою Happy Hotel за допомогою своєї дівчини  Vaggie, місце, де грішники мають можливість, в ідеалі, спокутувати себе, щоб піднятися на небо. Чарлі намагається оприлюднити свою ініціативу в телевізійному інтерв'ю з нещадною журналісткою Кеті Кіллджой, виконуючи музичний номер «Inside of Every Demon is a Rainbow», але він робить дурницю, будучи першим пробним клієнтом готелю, порноактором Ангел Даст втягується у вуличну війну між винахідником сером Пентіусом і головорізом Черрі Бомб.
Чарлі, розчарований, повертається до готелю з Ваггі та Ангелом, але в цей момент у дверях з’являється Аластор, істота, якої особливо бояться в пеклі та є частиною Верховних Лордів (Оверлордів), також відомих як Демон радіо. Попри те, що він не вірить у справу Чарлі, Аластор пропонує їй допомогти в її прагненні садистично насолоджуватися спогляданням проклятих, які намагаються спокутувати себе й зазнають невдачі. Попри занепокоєння Ваггі, Чарлі погоджується, і Аластор викликає дві душі у своє володіння: гіперактивного Ніффі та сварливого алкоголіка Хаск (також колишній Оверлорд), щоб виконувати функції економки та бармена в готелі відповідно. Поки Аластор і Чарлі святкують цей новий початок піснею «Alastor's Reprise», сер Пентіус з’являється й атакує готель, але Радіо-демон без зусиль проганяє його геть і перейменовує готель на готель «Хазбін».

## Виробництво та випуск
Медрано почав розробку пілотного персонажа в Школі візуальних мистецтв для свого вебкоміксу «Зоофобія», перш ніж знову розробити його як «Готель Хазбін». Пілот мав бути дорослим комедія «з вульгарно-демонічною естетикою». На написання епізоду знадобилося понад шість місяців, а на створення анімації – понад два роки, після чого були опубліковані тизери, щоб зібрати аудиторію шанувальників.
Музичне відео на пісню "Dentro tutti Demone c'è un Arcobaleno", представлену в пілотній версії, було випущено 5 жовтня 2018 року,  і отримав 54 мільйони переглядів станом на початок лютого 2021 року. Крім того, 8 травня 2020 року було випущено офіційну дуб пілотну версію, а нещодавно — японську. Серіал podcast uniCast, організований актором озвучування (лише в Pilot) Ангела Даста Майклом Ковачем і аніматор Ешлі Ніколс, включає кілька ескізів за участю різних акторів озвучення з готелю Hazbin, які були випущені з 2019 по 2023 рік.

## Ласкаво просимо

### Критика
Серію було схвалено критиками за якість анімації, музики та персонажів. Метью Філд із Go! & Express стверджували, що цей епізод є частиною «ренесансу анімації» на YouTube, і сказали, що в майбутньому може бути «багато більше проєктів, подібних до «Hazbin»». Лідія Вассар з «Репортера МДУ» похвалила шоу, зазначивши його «вульгарне почуття гумору та ексцентричний художній стиль». Він також сказав, що з нетерпінням чекає майбутніх епізодів, насолоджується «різноманітністю дизайну персонажів» і заявив, що зрозуміло, що творці шоу «вклали багато часу і серця в цей проєкт». У грудні 2019 року в статті про поточний стан анімації для дорослих анімаційний критик «CBR» Рубен Барон заявив, що хоча пілотний епізод викликав «деяку виправдану критику», оскільки попри недоречний і різкий гумор, це все ж була «явна праця любові з погляду анімації».
Рецензенти стверджували, що пілот матиме позитивний вплив на незалежну анімацію в майбутньому, з Шоном Кубільясом для CBR хвалить шоу за «химерний, амбітний і чорний гумор», а також за «найшвидші, найдотепніші та найрозпусніші діалоги, які будь-коли бачили в незалежній анімації».

### Розширення до повної серії
У серпні 2020 року A24 вибрав «Готель Хазбін» для виробництва телесеріалу. 21 грудня 2021 року «Акаунт Готель Хазбін Twitter оголосив про випуск першого сезону. Пізніше повідомлялося, що акторський склад пілота не попросили повторити свої ролі для постановки A24, хоча ці актори голосу висловили підтримку для шоу, попри їх видалення. 28 вересня 2023 року було випущено трейлер, який анонсує прем’єру 1 сезону на Amazon Prime Video у січні 2024 року, а також повідомляє, що «сезон 2 наближається». Прем’єра серіалу відбулася 19 січня 2024 року та отримала схвальні відгуки критиків.